# 山田知明
山田 知明（やまだ ちあき、1961年8月31日 - ）は、日本の男性音響監督。東京都世田谷区出身。山田 智明名義で活動していた時期もある。

## 人物
父は音響監督の山田悦司。父の悦司没後、彼が生前音響監督を担当していた作品の大半を引き継いだ。

## 参加作品
※ 特記のない限り全て音響監督としての参加

### 山田智明名義

#### テレビアニメ
1991年 
- 炎の闘球児 ドッジ弾平

 1995年 
- ヤンボウ ニンボウ トンボウ

 1996年 
- こどものおもちゃ　※第8話 ‐ 第102話（最終話）
- それいけ!アンパンマン（録音監督） ※山田悦司と連名、1996年4月分より担当。
- はりもぐハーリー

 1997年 
- 白鯨伝説（録音監督）

 1998年 
- パニポニ

 1999年 
- モンスターファーム 〜円盤石の秘密〜

 2000年 
- モンスターファーム 〜伝説への道〜

#### OVA
- ああっ女神さまっ
- ゴルゴ13〜QUEEN BEE〜
- 特捜戦車隊ドミニオン　※1-3話
- ドラゴンライダー（上・下巻）
- ブラック・ジャック　※KALTE6-10
- 紅狼（音響プロデューサー）　※中野徹と連名
- 水木しげるの妖怪ワールド 恐山物語

#### 劇場アニメ
- 『 それいけ!アンパンマン』各作品
  - それいけ!アンパンマン 空とぶ絵本とガラスの靴　※山田悦司と連名
  - それいけ!アンパンマン ばいきんまんと3ばいパンチ　※山田悦司と連名
  - それいけ!アンパンマン 虹のピラミッド　※山田悦司と連名
  - それいけ!アンパンマン てのひらを太陽に　※山田悦司と連名
  - それいけ!アンパンマン 勇気の花がひらくとき　※山田悦司と連名
  - それいけ!アンパンマン 人魚姫のなみだ　※山田悦司と連名
  - それいけ!アンパンマン ゴミラの星　※山田悦司と連名　
  - それいけ!アンパンマン ロールとローラ うきぐも城のひみつ　※山田悦司と連名
  - それいけ!アンパンマン ルビーの願い　※山田悦司と連名
- 走れメロス（音響制作）

#### ドラマCD
- 永遠の緑 ～のちのおもひに～ 飛沢杏の世界（演出）
- 風の伝説ザナドゥII ヒロイン達の誕生日
- 金環蝕 山藍紫姫子の世界（監督）
- こちらポーラスター旅行社です！！（監督）
- 勝負は時の…運だろ?
- 世界中の誰よりきっと（録音・演出）
- 花鎮の饗（監督）

#### 日本語版演出
- アメリカン・サイコ
- E.T. ※20周年アニバーサリー特別版
- シルベスター&トゥイーティー ミステリー
- ハルク
- ルーニー・テューンズ:バック・イン・アクション
- 私が愛したギャングスター
- 私がウォシャウスキー

### 山田知明名義

#### テレビアニメ
2005年 
- 雪の女王[4]

 2006年 
- サルゲッチュ 〜オンエアー〜
- サルゲッチュ 〜オンエアー〜 2nd
- DEATH NOTE
- 新星輝デュエル・マスターズ フラッシュ

 2007年 
- ゼロ デュエル・マスターズ
- デュエル・マスターズ ゼロ

 2008年 
- RD 潜脳調査室
- ウルトラヴァイオレット:コード044
- デュエル・マスターズ クロス

 2009年 
- 君に届け
- 源氏物語千年紀 Genji

 2010年 
- デュエル・マスターズ クロスショック

 2011年 
- 君に届け 2ND SEASON
- HUNTER×HUNTER（日本テレビ版）

 2012年 
- おしりかじり虫

 2013年 
- おしりかじり虫 第2シリーズ

 2014年 
- おしりかじり虫 第3シリーズ
- 寄生獣 セイの格率

 2015年 
- おしりかじり虫 第4シリーズ

#### OVA
2005年
- 人KENまもる君とあゆみちゃん「世界をしあわせに」

2011年
- ブラック・ジャック　※FINAL KARTE:11、12

#### Webアニメ
2024年
- 君に届け 3RD SEASON

#### 劇場アニメ
- 劇場版 CLANNAD -クラナド-
- 日本テレビ版『HUNTER×HUNTER』各作品
  - 劇場版 HUNTER×HUNTER 緋色の幻影
  - 劇場版 HUNTER×HUNTER -The LAST MISSION-
- 『それいけ!アンパンマン』各作品
  - それいけ!アンパンマン 夢猫の国のニャニイ
  - それいけ!アンパンマン ハピーの大冒険
  - それいけ!アンパンマン いのちの星のドーリィ
  - それいけ!アンパンマン シャボン玉のプルン
  - それいけ!アンパンマン 妖精リンリンのひみつ
  - それいけ!アンパンマン だだんだんとふたごの星
  - それいけ!アンパンマン ブラックノーズと魔法の歌
  - それいけ!アンパンマン すくえ! ココリンと奇跡の星
  - それいけ!アンパンマン よみがえれ バナナ島
  - それいけ!アンパンマン とばせ! 希望のハンカチ
  - それいけ!アンパンマン りんごぼうやとみんなの願い
  - それいけ!アンパンマン ミージャと魔法のランプ
  - それいけ!アンパンマン おもちゃの星のナンダとルンダ
  - それいけ!アンパンマン ブルブルの宝探し大冒険!
- デュエル・マスターズ 黒月の神帝

#### 日本語版演出
- ソードフィッシュ（日本テレビ版）
- チャーリーとチョコレート劇場（日本テレビ版）